# Treggia

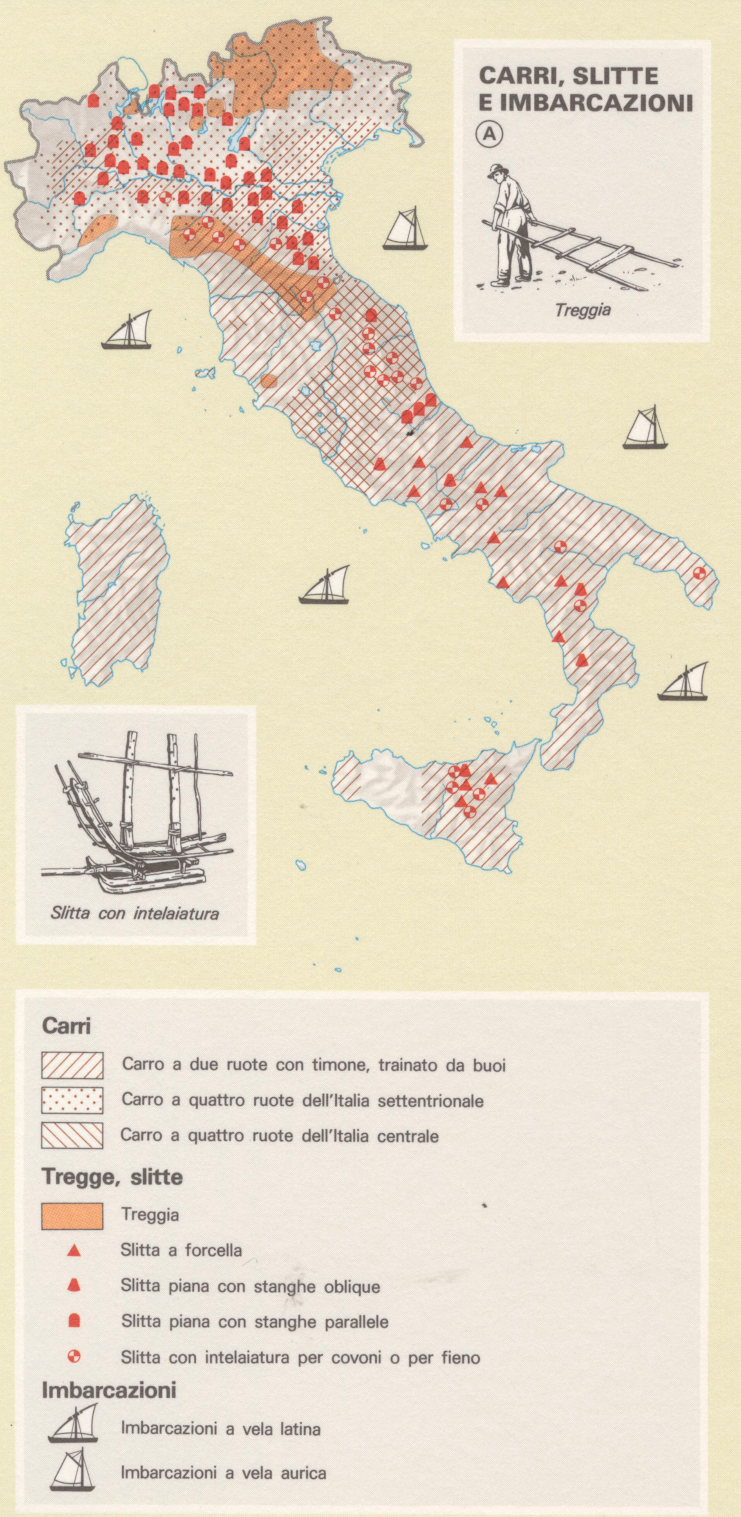
Mappa dei mezzi di trasporto tradizionali in Italia

La treggia (pronuncia [ˈtreʤʤa]) è un carro agricolo senza ruote, una sorta di slitta, costituita da due lunghi tronchi (stanghe) struscianti sul terreno, uniti a V al giogo della coppia di buoi che lo tirano. Il piano di carico poteva essere assente e sostituito da lunghe aste (argelle) per sorreggere il carico, oppure costituito da una stuoia di vimini intessuti poggiante sulle stanghe. Veniva usata ove mancavano strade percorribili da carri a ruote. Era generalmente autocostruito dai contadini stessi che lo usavano principalmente per il fieno.
Le stanghe erano soggette a rapido deterioramento e dovevano essere frequentemente sostituite.
La treggia è oramai in disuso.
L'etimo del termine è il latino volgare *treiia, classico traha.
Dal 1994, nel paese di Gassano, frazione di Fivizzano in Provincia di Massa e Carrara, si corre il Palio della Tragia (versione dialettale di Treggia), con due corridori al posto dei buoi. Nella sola prima edizione un fantino ha sostituito il fieno che è stato reintrodotto successivamente, per motivi di sicurezza.

## La civea
Una variante della treggia è la civea, nella quale il piano di carico era costituito da una specie di cassone di vimini e in questo modo poteva trasportare anche altri tipi di carico come letame o damigiane di vino.

## Travois

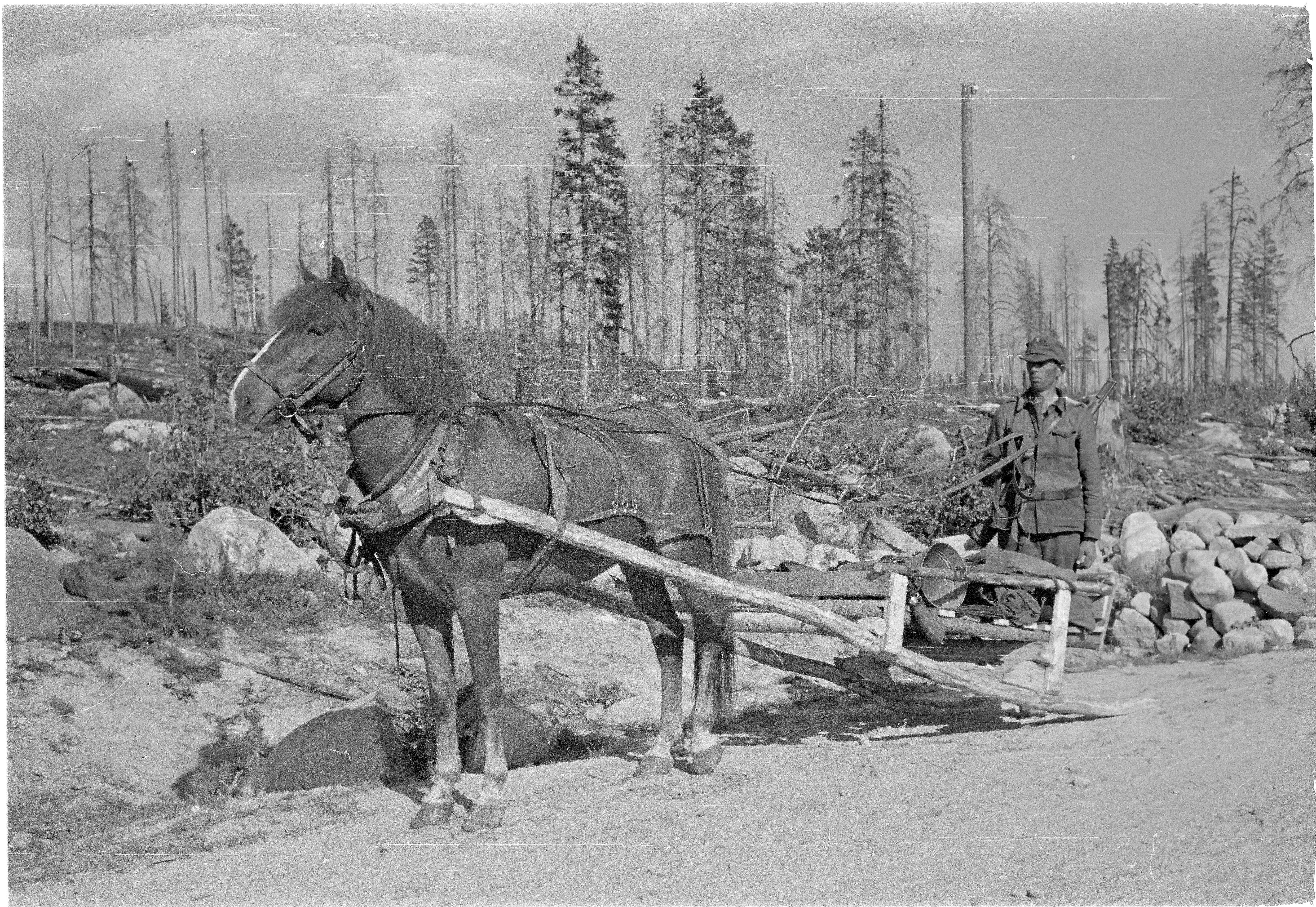
Travois finlandese

Con il termine francese travois (pronuncia [tʀaˈvwa]) s'indica una specie di treggia usata come mezzo di trasporto dai Nativi americani ma anche presso popolazioni artiche come Finni e Inuit. Era costituita semplicemente da due stanghe attaccate ai fianchi di un cavallo o di un cane e unite da una semplice asse trasversale.